# Gibson Flats
Gibson Flats – jednostka osadnicza w Stanach Zjednoczonych, w stanie Montana, w hrabstwie Cascade.